# Pochyta occidentalis
Pochyta occidentalis là một loài nhện trong họ Salticidae.
Loài này thuộc chi Pochyta. Pochyta occidentalis được Eugène Simon miêu tả năm 1902.